# Montusclat
Montusclat est une commune française située dans le département de la Haute-Loire en région Auvergne-Rhône-Alpes.

## Géographie

### Localisation
La commune de Montusclat se trouve dans le département de la Haute-Loire, en région Auvergne-Rhône-Alpes. Elle fait partie de la région naturelle du Velay, une ancienne province française située au sud-est du Massif central.
Elle se situe à 25,34 km par la route du Puy-en-Velay, préfecture du département, et à 18,65 km du Chambon-sur-Lignon, bureau centralisateur du canton du Mézenc dont dépend la commune depuis 2015. La commune fait en outre partie du bassin de vie de Saint-Julien-Chapteuil.

### Communes limitrophes
Les communes limitrophes sont  Champclause, Saint-Front et Saint-Julien-Chapteuil.

### Géologie et relief
Montusclat est située dans la région naturelle du Velay, dans laquelle on retrouve notamment des bassins sédimentaires oligocène et quaternaire ainsi qu'un dôme granito-migmatitique développé à la fin du Carbonifère.
Dans les environs de Montusclat, les datations isotopiques indiquent la succession suivante :
- coulée de trachybasalte de la Torte (12,4 ± 0,4 Ma)
- dôme phonolitique de la Tortue (11,0 ± 0,3 Ma), trachyte porphyrique de Montcharret (10,9 ± 0,2 Ma) et de Montusclat (2 datations donnant 9,3 Ma à 10,8 ± 0,3 Ma)
- trachybasalte de la Croix de l'Etoile (8,5 ± 0,3 Ma)
- dyke basaltique du village de l'église de Montusclat (6,9 ± 0,3 Ma)

La superficie de la commune est de 10,47 km2. L'altitude du territoire varie entre 832 m et 1 328 m.

### Hydrographie
Le territoire communal est délimité au sud par la Gagne et son affluent, le ruisseau du cros. Également, plusieurs autres affluents de la Gagne traversent le village tels que le Noustoulet, le Montusclat, le Bertrand. Finalement, on retrouve le ruisseau la ribe au nord-ouest de Montusclat.

### Paysages
L'Auvergne-Rhône-Alpes est divisée en neuf unités paysagères, le village de Montusclat fait partie de l'une d'entre eux, « Les Hautes-Terres »,, il s'agit d'un paysage caractéristique de la région. Relativement plat, ses grands plateaux d'altitude permettent d'observer la grandeur des massifs l'entourant.
Face à ce paysage particulier, les hommes ont dû s'adapter, notamment aux conditions climatiques. On y retrouve donc beaucoup de petites maisons regroupées dans des villages, des potagers abrités par des bouquets de hêtres ou de sorbiers ainsi que des murets pour délimiter les aménagements.

### Climat
Pour des articles plus généraux, voir Climat d'Auvergne-Rhône-Alpes et Climat de la Haute-Loire.
En 2010, le climat de la commune est de type climat de montagne, selon une étude du Centre national de la recherche scientifique s'appuyant sur une série de données couvrant la période 1971-2000. En 2020, Météo-France publie une typologie des climats de la France métropolitaine dans laquelle la commune est exposée à un climat de montagne ou de marges de montagne et est dans la région climatique Sud-est du Massif Central, caractérisée par une pluviométrie annuelle de 1 000 à 1 500 mm, minimale en été, maximale en automne.
Pour la période 1971-2000, la température annuelle moyenne est de 7,3 °C, avec une amplitude thermique annuelle de 15,7 °C. Le cumul annuel moyen de précipitations est de 1 086 mm, avec 10 jours de précipitations en janvier et 6,6 jours en juillet. Pour la période 1991-2020, la température moyenne annuelle observée sur la station météorologique de Météo-France la plus proche, « Mazet-Volamont », sur la commune de Mazet-Saint-Voy à 10 km à vol d'oiseau, est de 7,8 °C et le cumul annuel moyen de précipitations est de 975,0 mm,. Pour l'avenir, les paramètres climatiques de la commune estimés pour 2050 selon différents scénarios d'émission de gaz à effet de serre sont consultables sur un site dédié publié par Météo-France en novembre 2022.

### Milieux naturels et biodiversité
Le réseau Natura 2000 est un réseau écologique européen de sites naturels d’intérêt écologique élaboré à partir des Directives « Habitats » et « Oiseaux ». Ce réseau est constitué de Zones Spéciales de Conservation (ZSC) et de Zones de Protection Spéciale (ZPS). Dans les zones de ce réseau, les États Membres s'engagent à maintenir dans un état de conservation favorable les types d'habitats et d'espèces concernés, par le biais de mesures réglementaires, administratives ou contractuelles. L'objectif est de promouvoir une gestion adaptée des habitats tout en tenant compte des exigences économiques, sociales et culturelles, ainsi que des particularités régionales et locales de chaque État Membre. Les activités humaines ne sont pas interdites, dès lors que celles-ci ne remettent pas en cause significativement l’état de conservation favorable des habitats et des espèces concernés. L'unique site Natura 2000 présent sur le territoire communal de Moudeyres se nomme les « Sucs du Velay / Meygal ». Concrètement, il s'agit d'un ensemble de sucs phonolitiques formant notamment le Pic du Lizieux et le Testavoyre.
L’inventaire des zones naturelles d'intérêt écologique, faunistique et floristique (ZNIEFF) a pour objectif de réaliser une couverture des zones les plus intéressantes sur le plan écologique, essentiellement dans la perspective d’améliorer la connaissance du patrimoine naturel national et de fournir aux différents décideurs un outil d’aide à la prise en compte de l’environnement dans l’aménagement du territoire. Le territoire communal de Moudeyres comprend deux ZNIEFF de type II : le « Mézenc - Meygal » et le « bassin du Puy - Emblavez ». De plus, il y a deux ZNIEFF de type I incluses dans la première type II, à savoir les « Gorges de la Gagne » et le « suc de la Tortue ».

## Urbanisme

### Typologie
Au 1er janvier 2024, Montusclat est catégorisée commune rurale à habitat très dispersé, selon la nouvelle grille communale de densité à sept niveaux définie par l'Insee en 2022.
Elle est située hors unité urbaine. Par ailleurs la commune fait partie de l'aire d'attraction du Puy-en-Velay, dont elle est une commune de la couronne,. Cette aire, qui regroupe 59 communes, est catégorisée dans les aires de 50 000 à moins de 200 000 habitants,.

### Occupation des sols
L'occupation des sols de la commune, telle qu'elle ressort de la base de données européenne d’occupation biophysique des sols Corine Land Cover (CLC), est marquée par l'importance des territoires agricoles (56,3 % en 2018), une proportion identique à celle de 1990 (56,3 %). La répartition détaillée en 2018 est la suivante : 
prairies (46,8 %), forêts (42,5 %), zones agricoles hétérogènes (9,5 %), espaces ouverts, sans ou avec peu de végétation (1,2 %). L'évolution de l’occupation des sols de la commune et de ses infrastructures peut être observée sur les différentes représentations cartographiques du territoire : la carte de Cassini (XVIIIe siècle), la carte d'état-major (1820-1866) et les cartes ou photos aériennes de l'IGN pour la période actuelle (1950 à aujourd'hui).

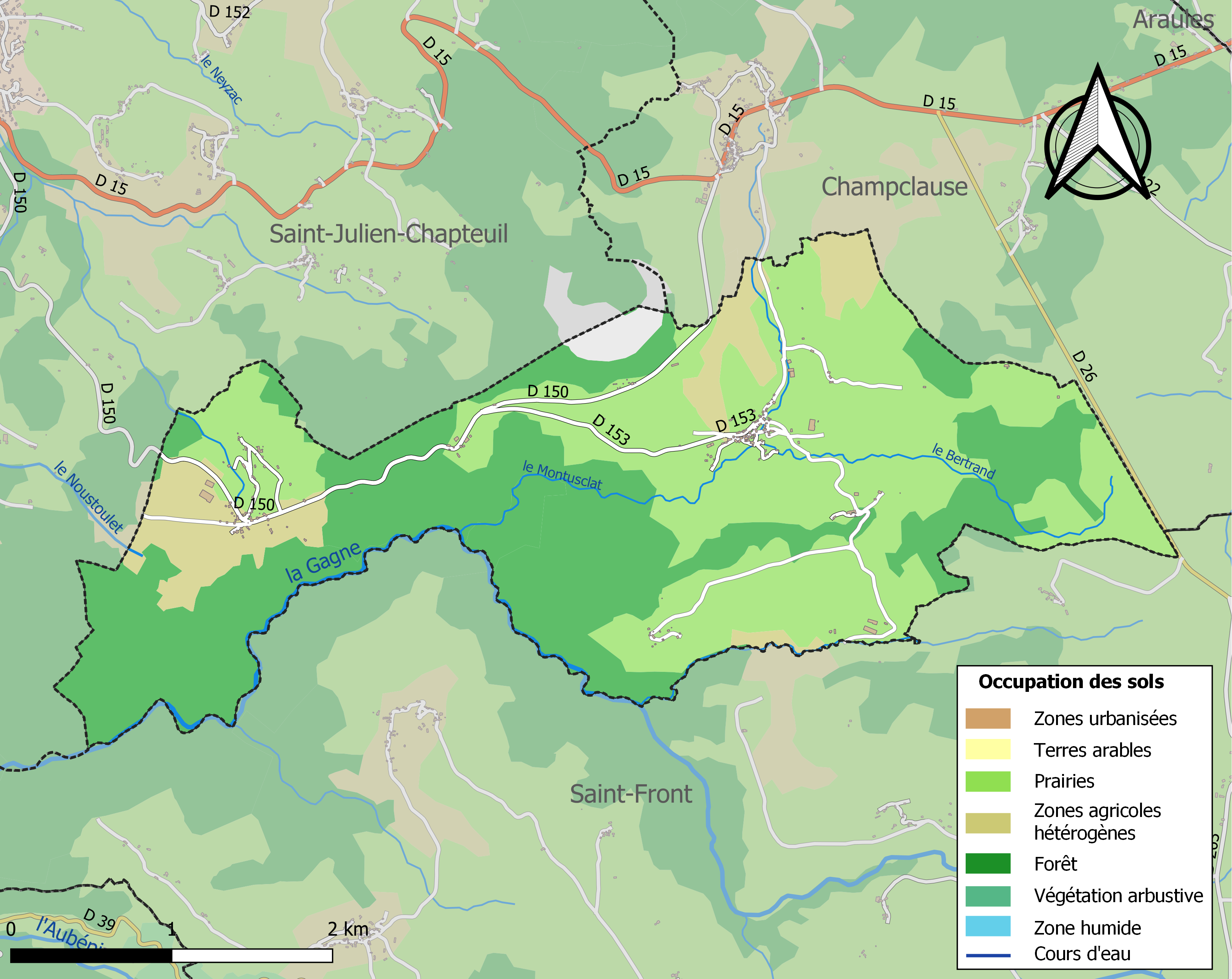
Carte des infrastructures et de l'occupation des sols de la commune en 2018 (CLC).

### Lieux-dits, hameaux et écarts
Outre le bourg-centre éponyme, la commune de Montusclat comprend les hameaux et lieux-dits suivants : le Grez, Pouzol(s) (Vieux et Jeune), la Pradette (Haute et Basse), les Chazeaux, et la Torte.

### Habitat et logement
En 2018, le nombre total de logements dans la commune était de 150, alors qu'il était de 143 en 2013 et de 141 en 2008.
Parmi ces logements, 40,7 % étaient des résidences principales, 41,9 % des résidences secondaires et 17,4 % des logements vacants. Ces logements étaient pour 98,7 % d'entre eux des maisons individuelles et pour 1,3 % des appartements.
Le tableau ci-dessous présente la typologie des logements à Montusclat en 2018 en comparaison avec celle de la Haute-Loire et de la France entière. Une caractéristique marquante du parc de logements est ainsi une proportion de résidences secondaires et logements occasionnels (41,9 %) supérieure à celle du département (16,1 %) et à celle de la France entière (9,7 %). Concernant le statut d'occupation de ces logements, 83,1 % des habitants de la commune sont propriétaires de leur logement (82,3 % en 2013), contre 70 % pour la Haute-Loire et 57,5 pour la France entière.
| Typologie                                               | Montusclat | Haute-Loire | France entière |
| ------------------------------------------------------- | ---------- | ----------- | -------------- |
| Résidences principales (en %)                           | 40,7       | 71,5        | 82,1           |
| Résidences secondaires et logements occasionnels (en %) | 41,9       | 16,1        | 9,7            |
| Logements vacants (en %)                                | 17,4       | 12,4        | 8,2            |

### Voies de communication et transports
La commune est traversée par trois routes départementales : D150, D153 et D26.
Concernant les transports en commun, aucun arrêt de bus du réseau régional n'est présent dans la commune, les plus proches se trouvent à Laussonne et Lantriac. Évidemment, on ne retrouve aucun transport de long trajet dans le village, les plus proches sont la gare du Puy-en-Velay, la gare TGV de Saint-Etienne et l'aéroport Le Puy-en-Velay - Loudes.

## Toponymie
La première partie du toponyme dérive du latin Mons, signifiant montagne, mont ou élévation.
La deuxième partie provient du latin Ustulo, signifiant brûler. En occitan, ce terme a évolué en « usclar ».
La racine « usclar » se retrouve dans de nombreux toponymes occitans.
Montusclat (Mont brûlé) peut avoir deux origines :
- Terrain brûlé à la suite d'un incendie.
- Terre brûlée après un écobuage, pratique ancestrale consistant à brûler les végétaux sur place, les cendres résultantes fertilisant le sol[26].

## Histoire

### Moyen Âge
Le village de Montusclat s’est développé autour d’un prieuré fondé au XIIe siècle par des moines venus de l’abbaye Saint-Chaffre du Monastier. Au XVe siècle, Montusclat est un site important, siège d'un château et péage sur la voie reliant Saint-Agrève au Puy. Montusclat était également le siège d'un mandement et, à ce titre, était la résidence d'un notaire royal.
Au XVe siècle, le mandement de Montusclat, comme ceux d'Eynac et du Villard, appartiennent à Erail de La Tour, baron de Saint-Vidal.

## Politique et administration

### Rattachements administratifs et électoraux

#### Rattachements administratifs
La commune se trouve dans l'arrondissement du Puy-en-Velay du département de la Haute-Loire.
Elle faisait partie depuis 1793 canton de Saint-Julien-Chapteuil. Dans le cadre du redécoupage cantonal de 2014 en France, cette circonscription administrative territoriale a disparu, et le canton n'est plus qu'une circonscription électorale.

#### Rattachements électoraux
Pour les élections départementales, la commune fait partie depuis 2014 du canton du Mézenc
Pour l'élection des députés, elle fait partie de la première circonscription de la Haute-Loiredepuis le redécoupage électoral de 1986.

### Intercommunalité
Montusclat était membre de la petite communauté de communes du Meygal, un établissement public de coopération intercommunale (EPCI) à fiscalité propre créé en 2000 et auquel la commune avait transféré un certain nombre de ses compétences, dans les conditions déterminées par le code général des collectivités territoriales.
Dans le cadre des dispositions de la loi portant nouvelle organisation territoriale de la République du 7 août 2015, qui prévoit que les établissements publics de coopération intercommunale (EPCI) à fiscalité propre doivent avoir un minimum de 15 000 habitants, cette intercommunalité a fusionné avec sa voisine pour former, le 1er janvier 2017, la communauté de communes Mézenc-Loire-Meygal, dont est désormais membre la commune.

### Élections municipales
Le conseil municipal de Montusclat, commune de moins de 1 000 habitants, est élu au scrutin majoritaire plurinominal avec liste ouvertes et panachage.
Le maire, à la fois agent de l'État et exécutif de la commune en tant que collectivité territoriale, est élu par le conseil municipal au scrutin secret lors de la première réunion du conseil suivant les élections municipales, pour un mandat de six ans, c'est-à-dire pour la durée du mandat du conseil.
Compte tenu de la population communale, le nombre de sièges à pourvoir lors des élections municipales de 2020 est de 11. Les 11 conseillers municipaux sont élus au premier tour avec un taux de participation de 66,67 %.

### Liste des maires
| Période                                  | Période                        | Identité           | Étiquette | Qualité                         |
| ---------------------------------------- | ------------------------------ | ------------------ | --------- | ------------------------------- |
| Les données manquantes sont à compléter. |                                |                    |           |                                 |
| mars 2001                                | mars 2008                      | Jeanine Verdier    | DVG       |                                 |
| mars 2008                                | août 2022                      | Robert Machabert   |           | Employé retraité Démissionnaire |
| septembre 2022                           | En cours (au 16 décembre 2022) | Bernard Chalendard |           | Agriculteur                     |

### Finances communales
En 2020, le budget communal s'équilibrait à 232 000 € dont 152 000 € en section de fonctionnement et 80 000 € en investissement. La part d'impôts locaux dans les produits de fonctionnement s'établissait à 35,01 %, contre 28,26 % pour la strate de communes équivalente, avec des taux d'imposition fixés à 16,03 % pour la taxe d'habitation (y compris THLV), 9,90 % et 62,89 % pour la taxe foncière sur le bâti et le non-bâti. Par ailleurs l’encours de la dette communale s’établit à 2 813 €/habitant contre 588 €/habitant pour la strate.

## Population et société

### Démographie

#### Évolution démographique
L'évolution du nombre d'habitants est connue à travers les recensements de la population effectués dans la commune depuis 1793. Pour les communes de moins de 10 000 habitants, une enquête de recensement portant sur toute la population est réalisée tous les cinq ans, les populations de référence des années intermédiaires étant quant à elles estimées par interpolation ou extrapolation. Pour la commune, le premier recensement exhaustif entrant dans le cadre du nouveau dispositif a été réalisé en 2004.

En 2022, la commune comptait 123 habitants, en évolution de −14,58 % par rapport à 2016 (Haute-Loire : +0,36 %, France hors Mayotte : +2,11 %).
| 1793  | 1800  | 1806 | 1821 | 1831 | 1836 | 1841 | 1846 | 1851 |
| ----- | ----- | ---- | ---- | ---- | ---- | ---- | ---- | ---- |
| 1 000 | 1 000 | 686  | 696  | 744  | 753  | 765  | 728  | 690  |

| 1856 | 1861 | 1866 | 1872 | 1876 | 1881 | 1886 | 1891 | 1896 |
| ---- | ---- | ---- | ---- | ---- | ---- | ---- | ---- | ---- |
| 760  | 768  | 795  | 756  | 780  | 737  | 751  | 728  | 717  |

| 1901 | 1906 | 1911 | 1921 | 1926 | 1931 | 1936 | 1946 | 1954 |
| ---- | ---- | ---- | ---- | ---- | ---- | ---- | ---- | ---- |
| 700  | 660  | 632  | 552  | 521  | 439  | 393  | 296  | 263  |

| 1962 | 1968 | 1975 | 1982 | 1990 | 1999 | 2004 | 2006 | 2009 |
| ---- | ---- | ---- | ---- | ---- | ---- | ---- | ---- | ---- |
| 215  | 170  | 141  | 127  | 120  | 124  | 122  | 125  | 129  |

| 2014 | 2019 | 2022 | - | - | - | - | - | - |
| ---- | ---- | ---- | - | - | - | - | - | - |
| 142  | 128  | 123  | - | - | - | - | - | - |

### Pyramide des âges
La population de la commune est relativement âgée.
En 2018, le taux de personnes d'un âge inférieur à 30 ans s'élève à 29,7 %, soit en dessous de la moyenne départementale (31 %). À l'inverse, le taux de personnes d'âge supérieur à 60 ans est de 36 % la même année, alors qu'il est de 31,1 % au niveau départemental.
En 2018, la commune comptait 72 hommes pour 61 femmes, soit un taux de 54,14 % d'hommes, largement supérieur au taux départemental (49,13 %).
Les pyramides des âges de la commune et du département s'établissent comme suit.
| Hommes | Classe d’âge | Femmes |
| ------ | ------------ | ------ |
| 1,4    | 90 ou +      | 0,0    |
| 5,8    | 75-89 ans    | 11,9   |
| 29,0   | 60-74 ans    | 23,7   |
| 27,5   | 45-59 ans    | 20,3   |
| 7,2    | 30-44 ans    | 13,6   |
| 15,9   | 15-29 ans    | 15,3   |
| 13,0   | 0-14 ans     | 15,3   |

| Hommes | Classe d’âge | Femmes |
| ------ | ------------ | ------ |
| 0,9    | 90 ou +      | 2,5    |
| 8,4    | 75-89 ans    | 11,7   |
| 20,4   | 60-74 ans    | 20,5   |
| 21,3   | 45-59 ans    | 20,3   |
| 16,8   | 30-44 ans    | 16,3   |
| 15,2   | 15-29 ans    | 13,2   |
| 17     | 0-14 ans     | 15,6   |

## Économie

### Revenus
En 2018, la commune compte 258 ménages fiscaux, regroupant 600 personnes. La médiane du revenu disponible par unité de consommation est de 20 680 € (20 800 € dans le département).

### Emploi
| Division       | 2008  | 2013  | 2018  |
| -------------- | ----- | ----- | ----- |
| Commune        | 5,6 % | 5,8 % | 7,2 % |
| Département    | 6,3 % | 7,7 % | 7,7 % |
| France entière | 8,3 % | 10 %  | 10 %  |

En 2018, la population âgée de 15 à 64 ans s'élève à 347 personnes, parmi lesquelles on compte 77,9 % d'actifs (70,7 % ayant un emploi et 7,2 % de chômeurs) et 22,1 % d'inactifs,. Depuis 2008, le taux de chômage communal (au sens du recensement) des 15-64 ans est inférieur à celui de la France et du département.
La commune est hors attraction des villes,. Elle compte 151 emplois en 2018, contre 135 en 2013 et 128 en 2008. Le nombre d'actifs ayant un emploi résidant dans la commune est de 250, soit un indicateur de concentration d'emploi de 60,3 % et un taux d'activité parmi les 15 ans ou plus de 57,1 %.
Sur ces 250 actifs de 15 ans ou plus ayant un emploi, 55 travaillent dans la commune, soit 22 % des habitants. Pour se rendre au travail, 85,7 % des habitants utilisent un véhicule personnel ou de fonction à quatre roues, 3,6 % s'y rendent en deux-roues, à vélo ou à pied et 10,7 % n'ont pas besoin de transport (travail au domicile).

### Entreprises par secteur d'activité
| | Nombre | %     |
| --- | ------ | ----- |
| Ensemble                                                                                                  | 10     | 100 % |
| Industrie manufacturière, industries extractives et autres                                                | 2      | 20 %  |
| Construction                                                                                              | 5      | 50 %  |
| Commerce de gros et de détail, transports, hébergement et restauration                                    | 2      | 20 %  |
| Activités spécialisées, scientifiques et techniques et activités de services administratifs et de soutien | 1      | 10 %  |

## Culture locale et patrimoine

### Lieux et monuments
- Église de Saint-Pierre-et-Saint-Paul, qui remonte probablement au XIIe siècle, fut plusieurs fois remaniée ensuite. L’édifice ne comptait à l’origine qu’un seul vaisseau de trois travées, mais fut augmenté de chapelles latérales aux XVIe et XVIIe siècles sur son flanc gauche, et au début du XVIIIe siècle sur son flanc droit. C’est de même au XVIIIe siècle que l’on ajouta le clocher actuel. À l’intérieur, on notera les statues reliquaires de saint Pierre et de saint Paul, une pietà du XVe siècle, et un christ en bois.

L'église de Saint-Pierre-et-Saint-Paul
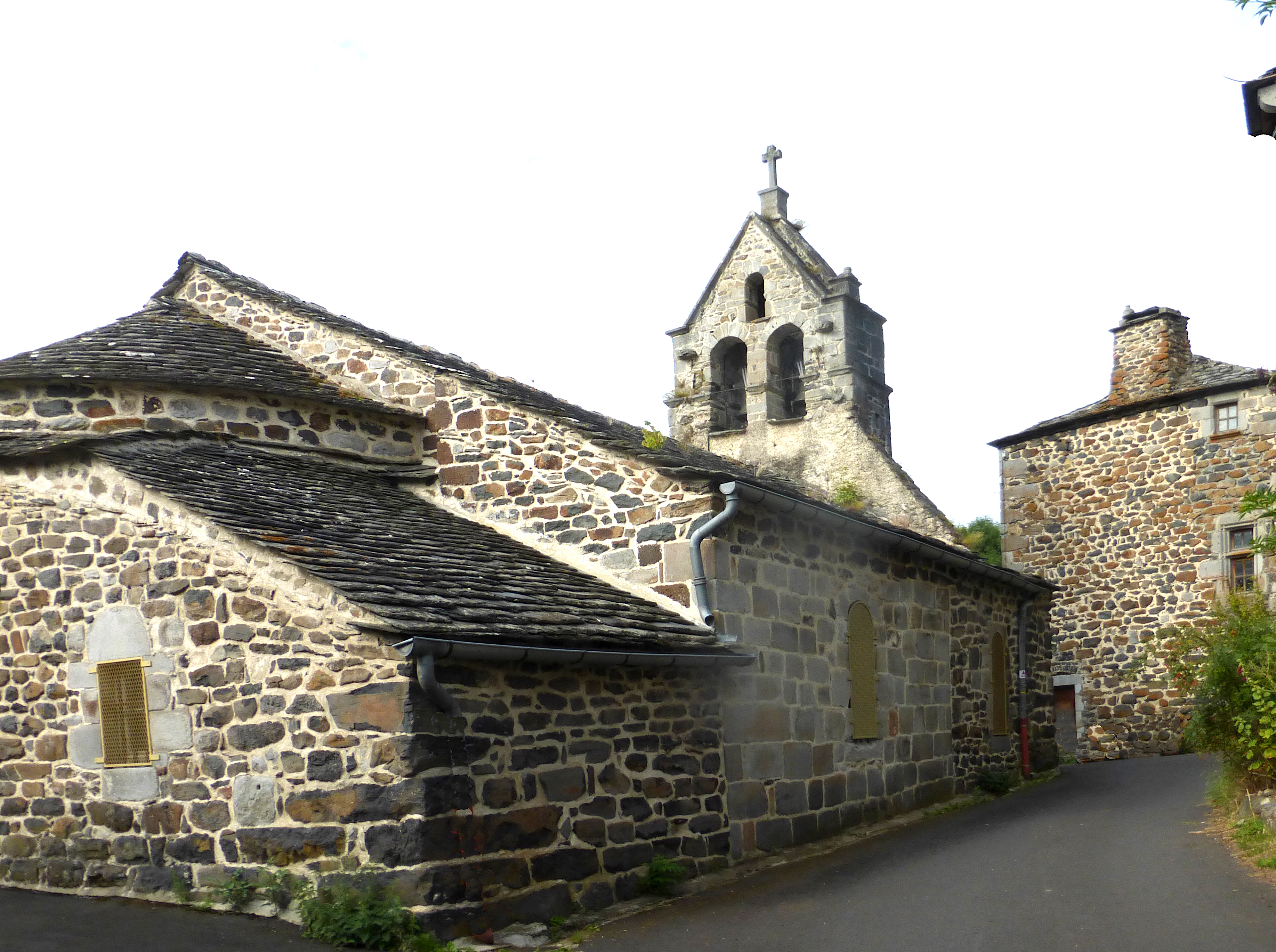
L'église vue depuis l'arrière
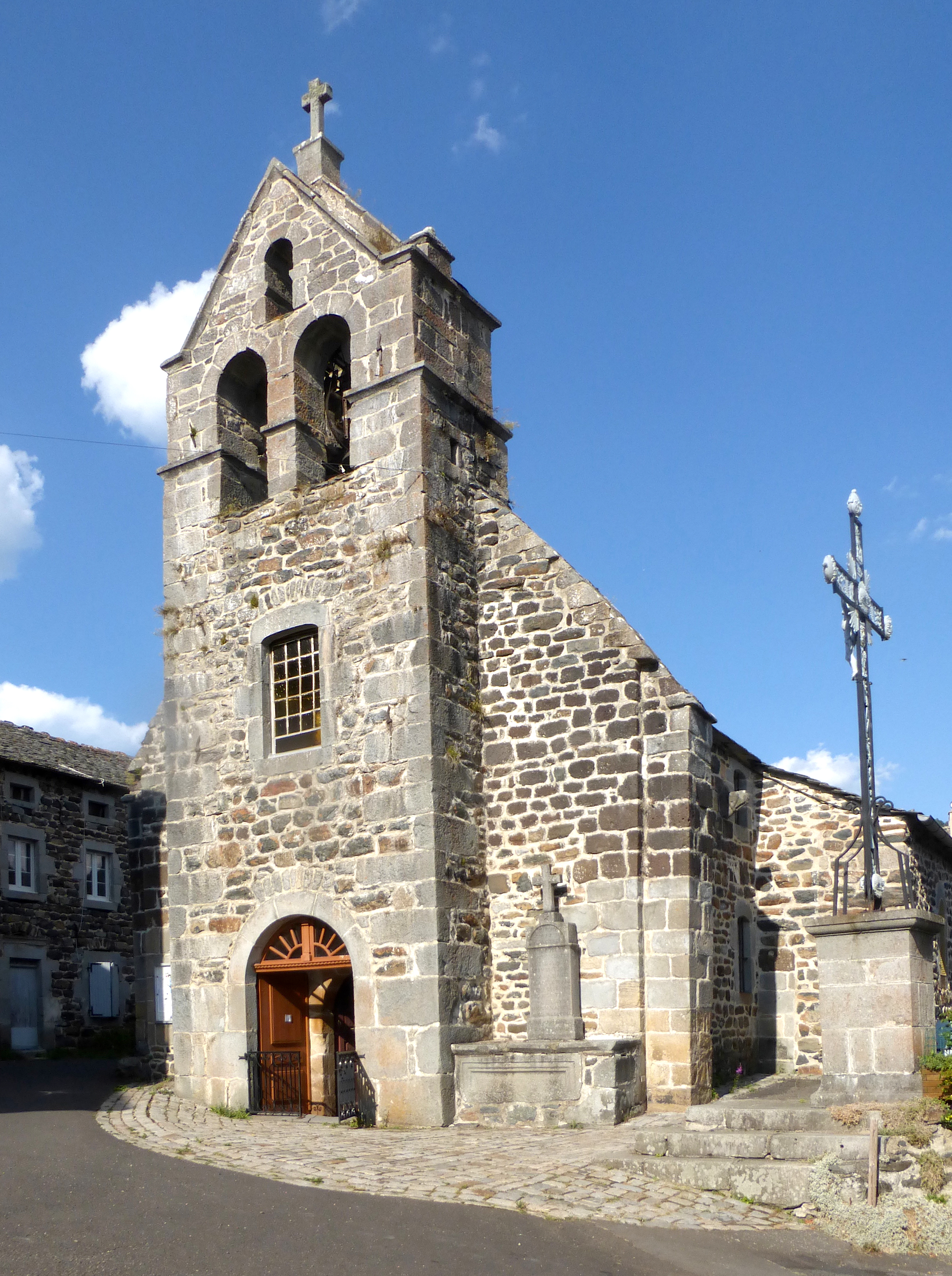
L'entrée de l'église
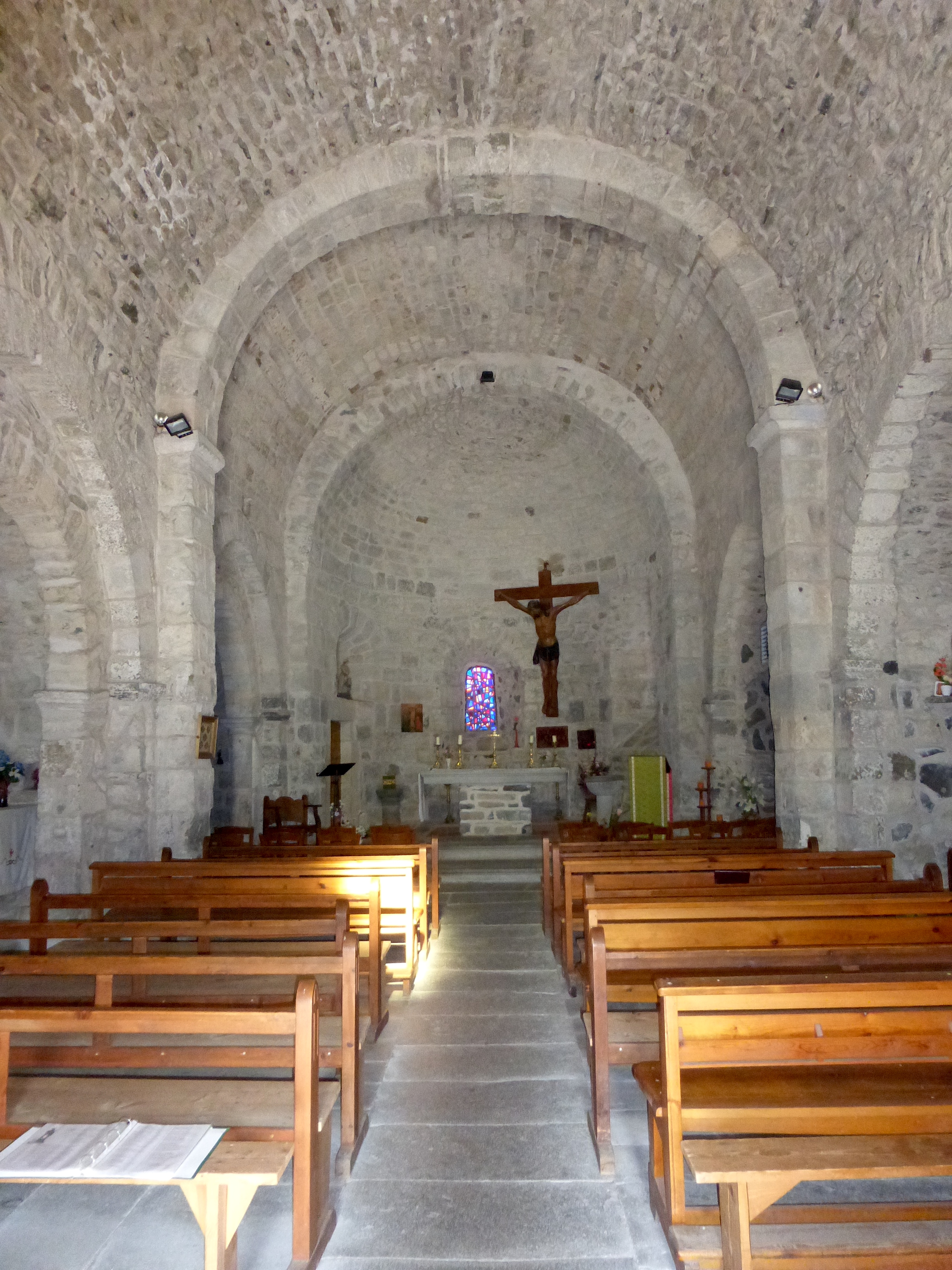
L'intérieur de l'église

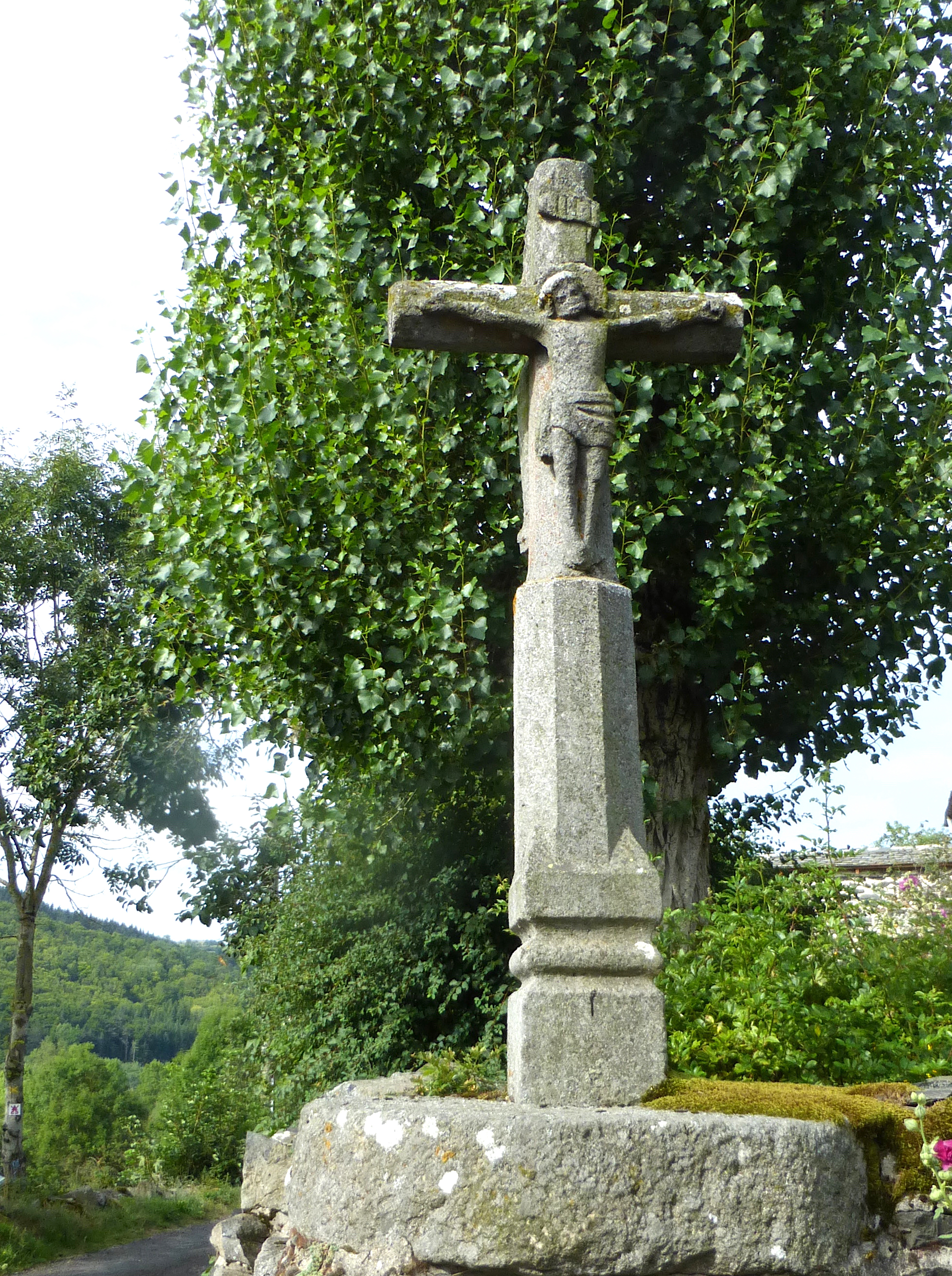
Croix du XVe siècle

- Croix sur la place du village, croix monumentale historiée du XVe siècle, représentant le Christ sur une face et une pietà sur l’autre (monument historique[41]).

- Oratoire  Saint-François Régis, construit en commémoration de la venue du saint pendant l’hiver de 1636. À proximité se dresse une croix monumentale du XVIe siècle, historiée sur les deux faces, représentant d’un côté le Christ et de l’autre une Vierge à l’enfant (monument historique[42]).

- Notre-Dame-de-l’Étoile et chapelle Saint-Joseph : 
Une épidémie de peste qui sévissait dans la région en 1721 porta les habitants à faire le vœu, s'ils étaient épargnés, de se rendre une fois l’an en pèlerinage à Notre-Dame d’Araules. Préservés du fléau, et donc tenus d’accomplir leur vœu, les habitants finirent cependant par rechigner, en raison de la distance. Ils reçurent alors l’autorisation, de la part de l’évêque, d’accomplir désormais leur vœu par un pèlerinage sur la montagne de l’Étoile (altitude 1 176 m), sise sur le territoire de la commune, à 1,5 km environ au sud-ouest du village (situé lui-même à une altitude de 1 047 m). En 1882 fut aménagé le chemin de croix, lequel comprend sept croix représentant les sept douleurs de la Vierge, érigées sur le flanc de la montagne le long du sentier conduisant au sommet ; c’est aussi à cette date que fut bâtie, au pied de la montagne, la petite chapelle Saint-Joseph.
- Maison Sauron, maison d'un notaire royal, achevée en 1589 et présentant une qualité de construction et de finition la rapprochant des hôtels particuliers urbains de cette période. Une tour abrite un escalier à vis d'origine. À l'intérieur, une cheminée monumentale, des boiseries ainsi que des plafonds à la française. La maison, ainsi que tous ses intérieurs, sont classés (monument historique[43]).

- Maison Mate, inscrite au titre des monuments historiques par arrêté du 12 février 2002[44].

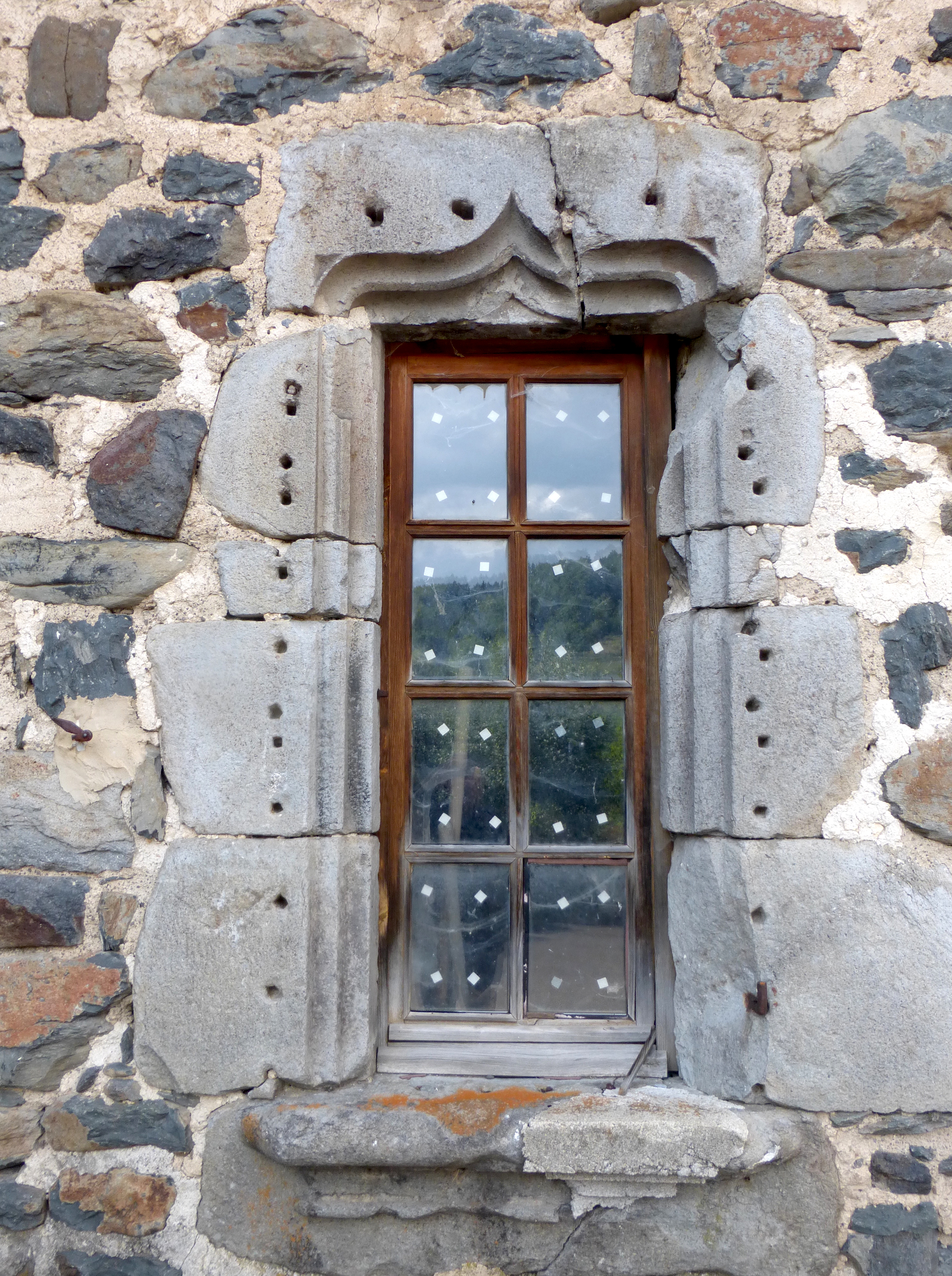
Fenêtre médiévale dans le bourg
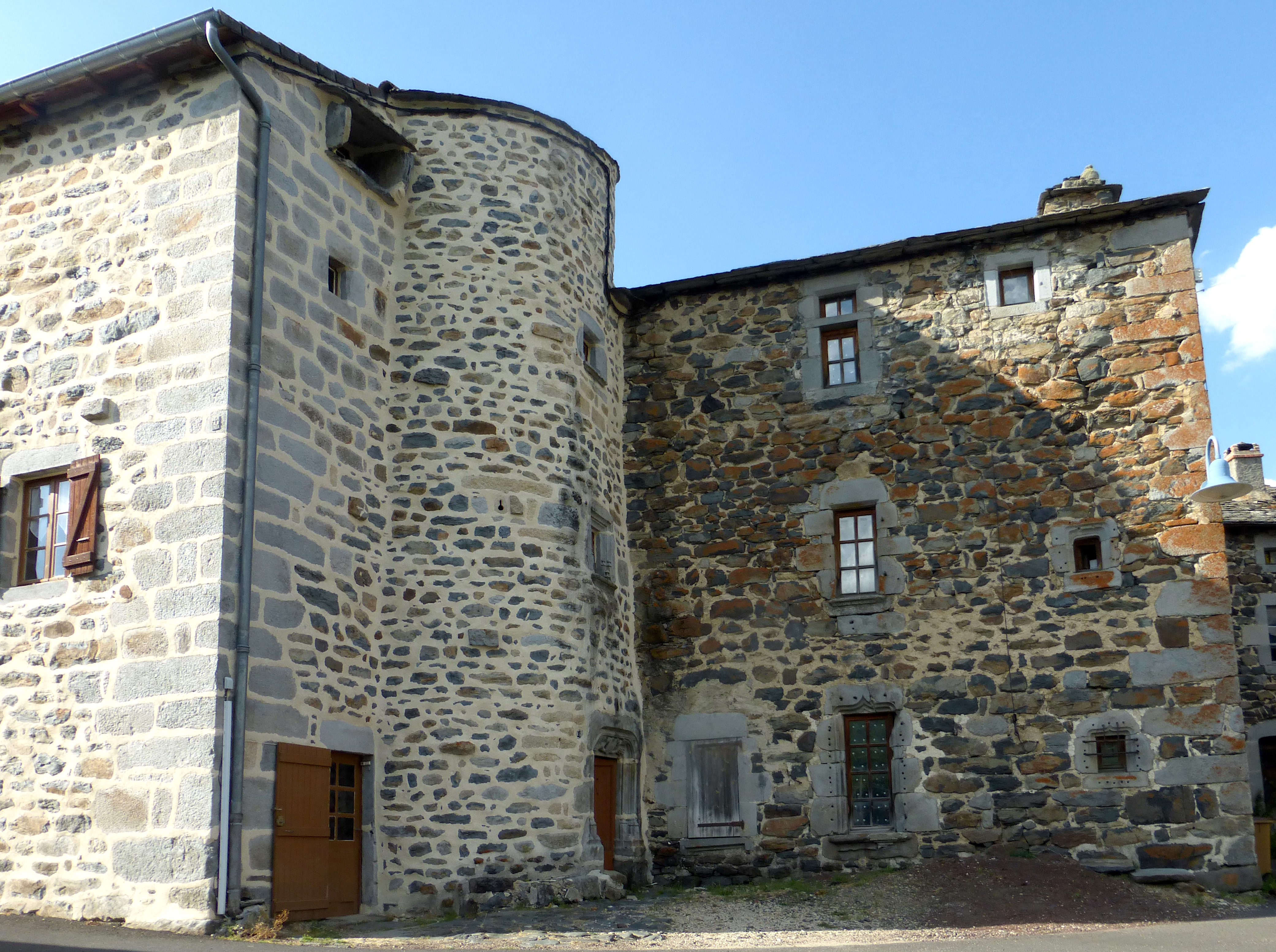
Maison médiévale
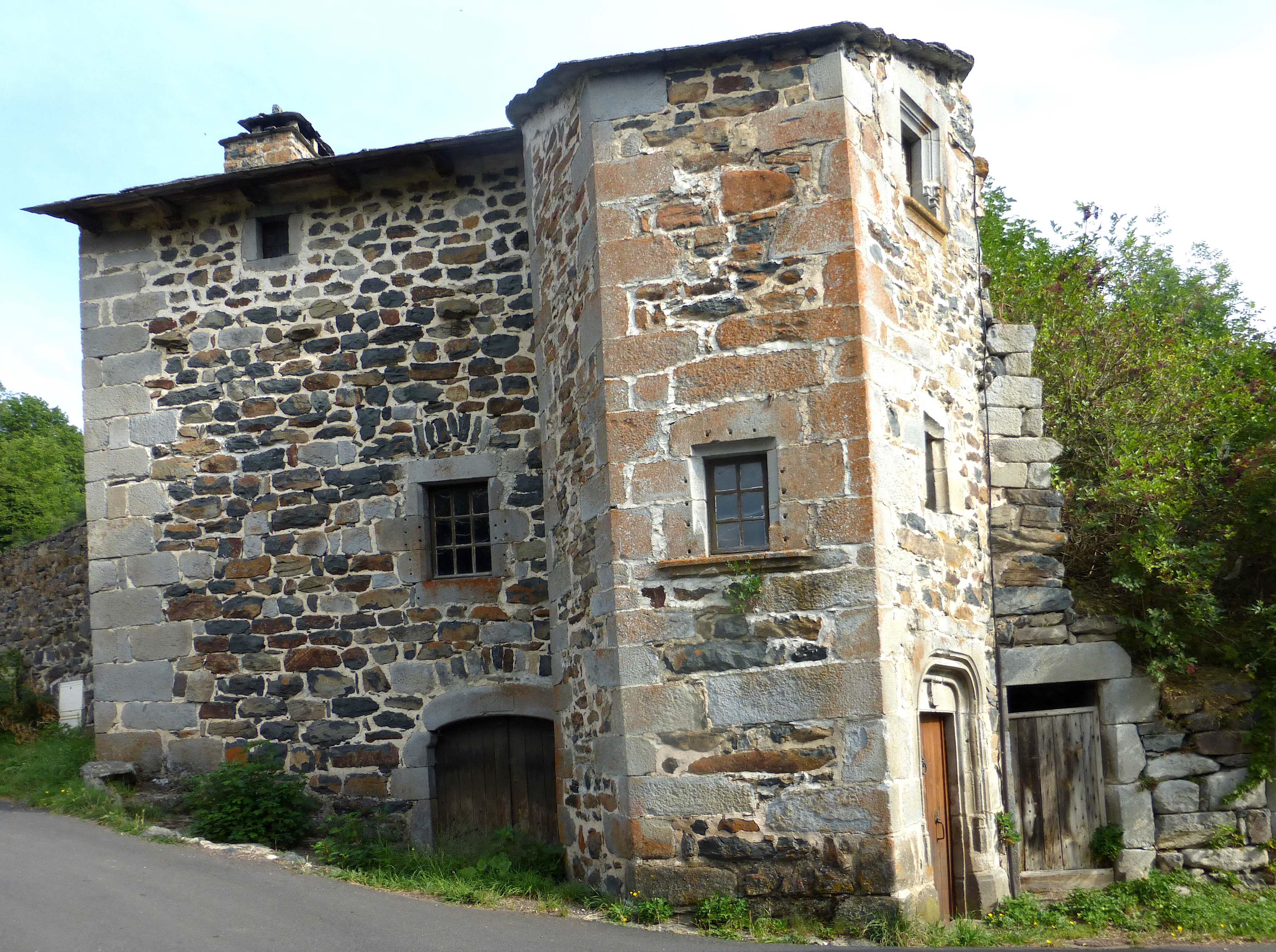
Maison Sauron
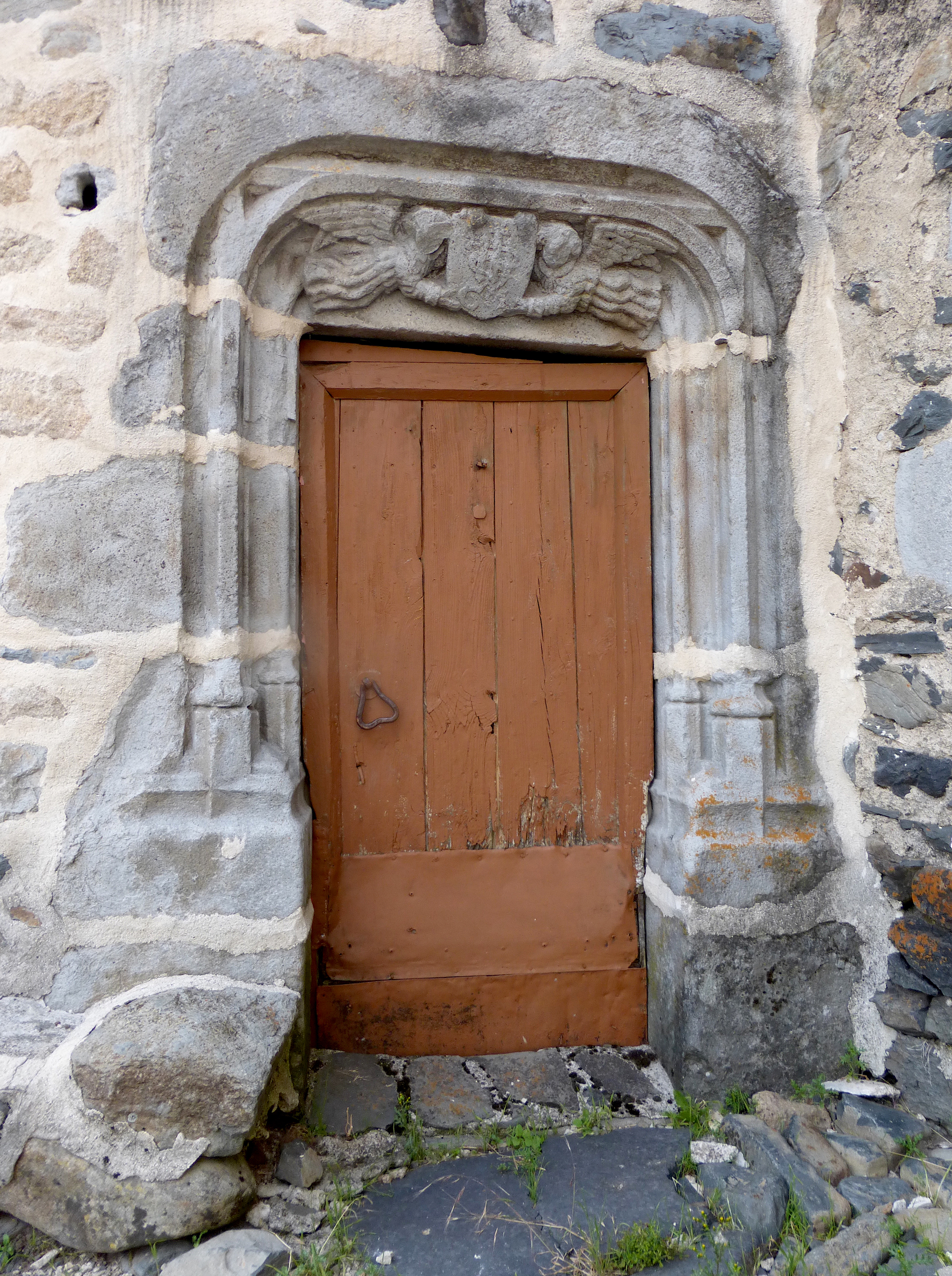
Porte de la maison Sauron
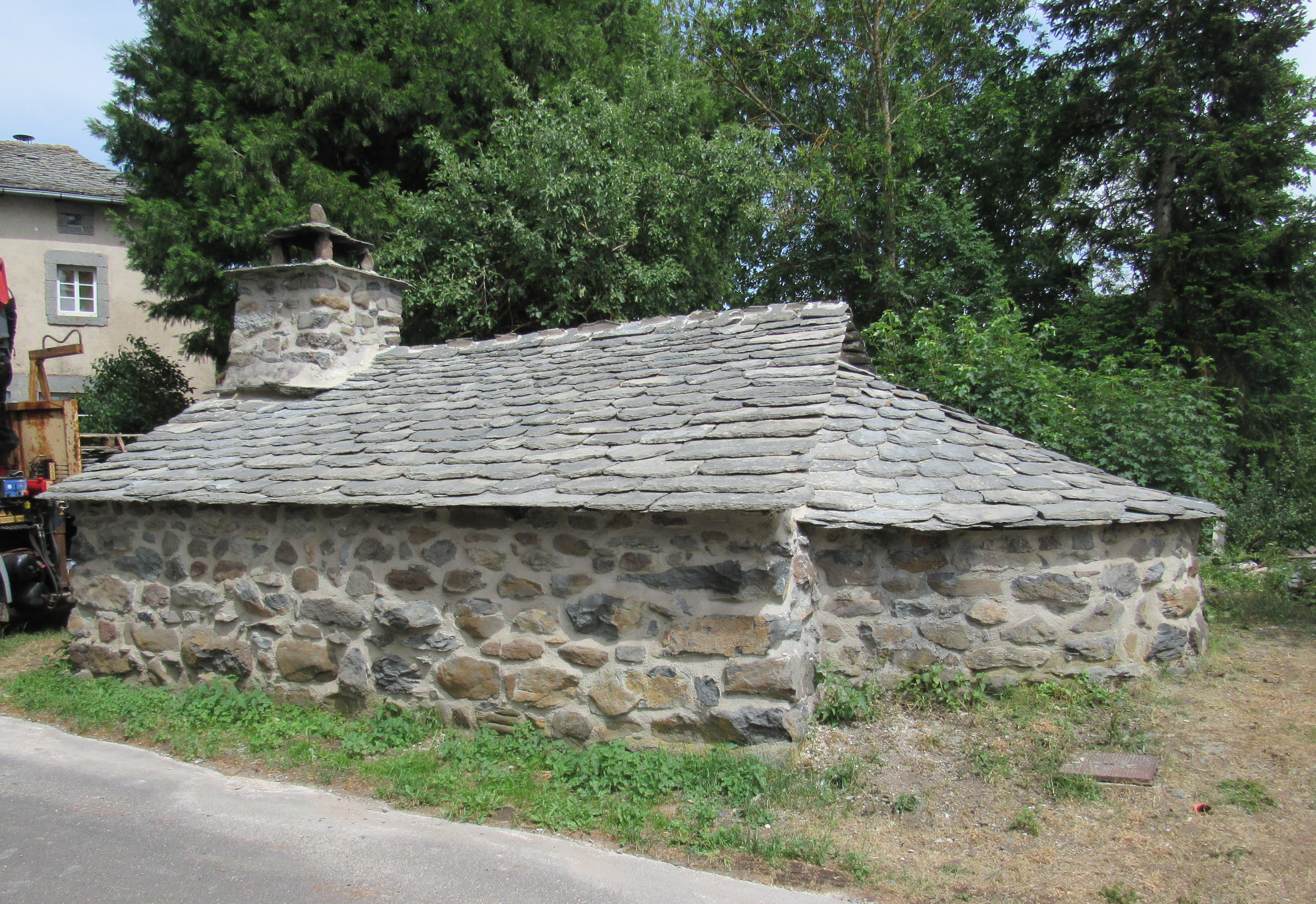
Le four banal.
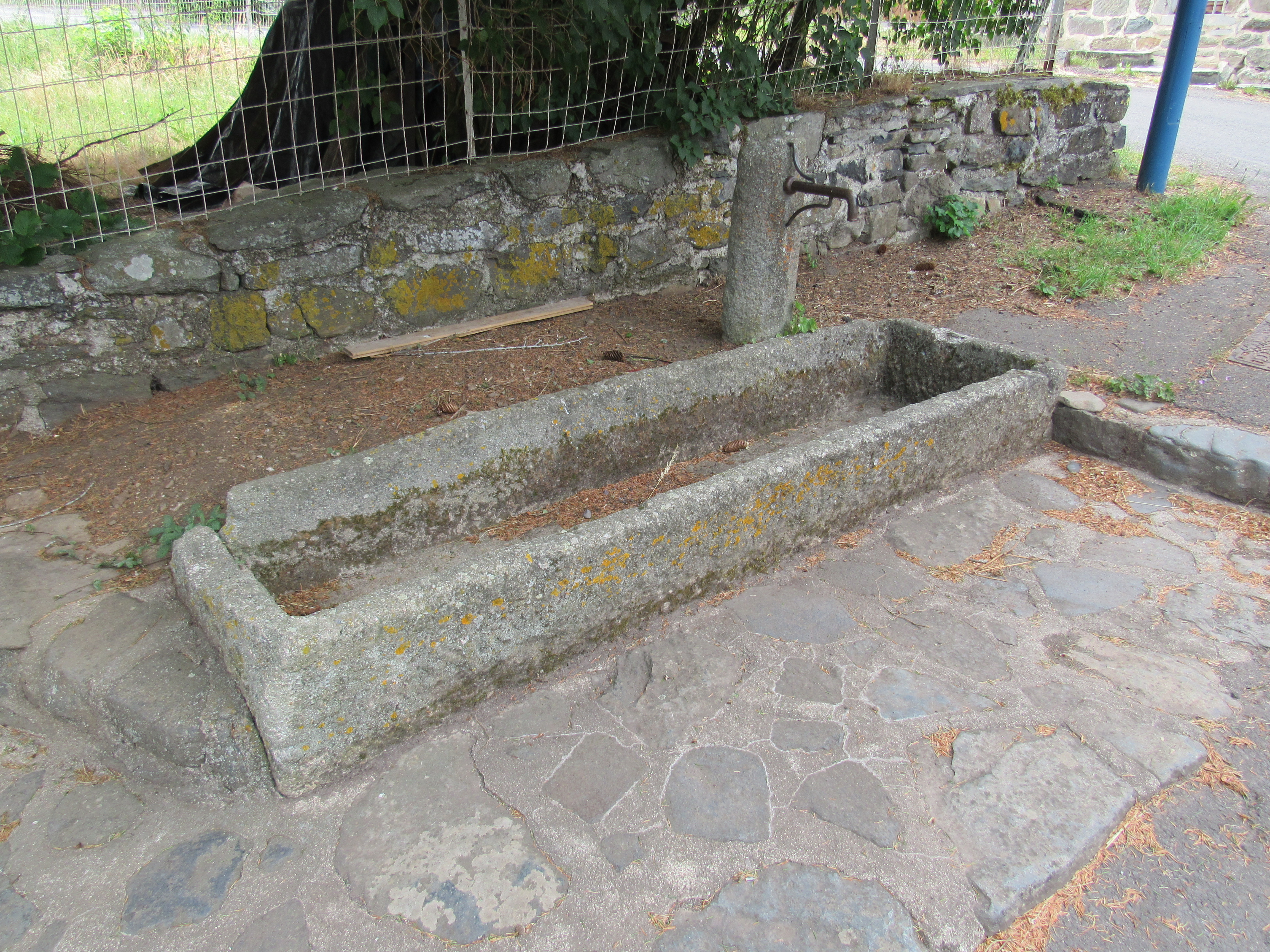
Fontaine.
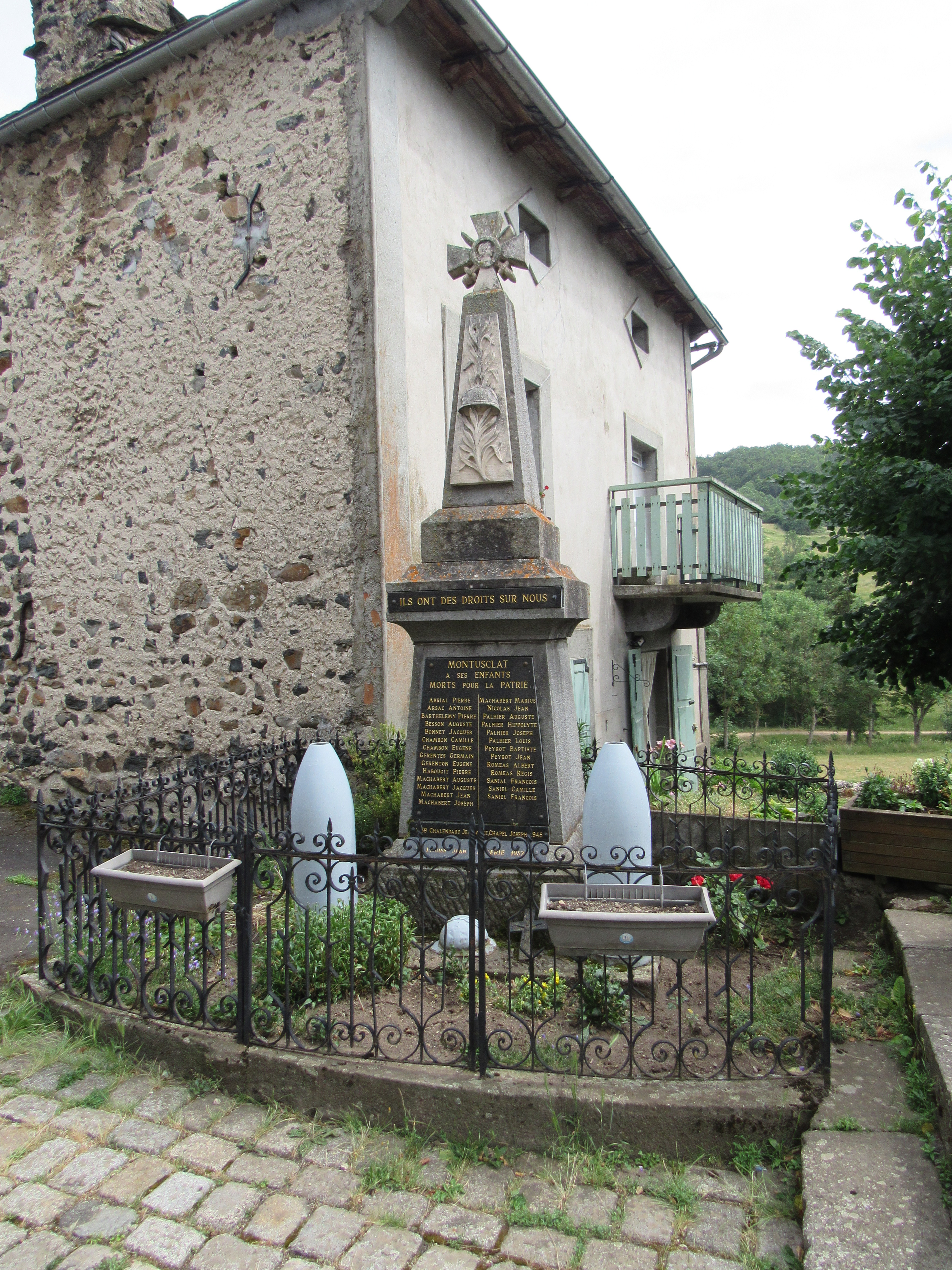
Le monument aux morts.

### Personnalités liées à la commune
- Jean-Louis Boutin (1762-1816), curé de Montusclat, puis des Vastres, prêtre réfractaire[45].